# (400080) 2006 SC292
(400080) 2006 SC292 es un asteroide perteneciente al cinturón de asteroides, descubierto el 27 de septiembre de 2006 por el equipo del Catalina Sky Survey desde el Catalina Sky Survey, Arizona, Estados Unidos.

## Designación y nombre
Designado provisionalmente como 2006 SC292.

## Características orbitales
2006 SC292 está situado a una distancia media del Sol de 2,710 ua, pudiendo alejarse hasta 3,493 ua y acercarse hasta 1,926 ua. Su excentricidad es 0,289 y la inclinación orbital 17,75 grados. Emplea 1629,76 días en completar una órbita alrededor del Sol.

## Características físicas
La magnitud absoluta de 2006 SC292 es 16,1.